# Горка (Ивановское сельское поселение)
Горка — деревня в Весьегонском муниципальном округе Тверской области.

## География
Деревня находится в северо-восточной части Тверской области на расстоянии приблизительно 3 км на восток по прямой от районного центра города Весьегонск на правом берегу речки Кесьма.

## История
Известна была с 1462 года как владение московского Симонова монастыря. В 1629 году отмечалось 7 дворов, позднее 16 (1859 год), 48 (1889), 66 (1931), 64 (1963), 43 (1993), 31 (2008),. До 2019 года входила в состав Ивановского сельского поселения до упразднения последнего.

## Население
Численность населения: 128 человек (1859 год), 236 (1889), 262 (1931), 195 (1963), 66 (1993),, 45 (русские 100 %) в 2002 году, 38 в 2010.